# Vízöntő csillagkép

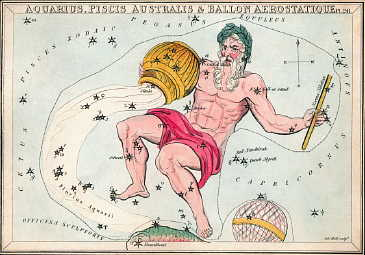
A Vízöntő csillagkép

A Vízöntő (latinul: Aquarius) a tizenkét állatövi csillagkép egyike.

## Története, mitológia
A mítosz szerint Ganümédészből lett a Vízöntő képe.
Ganümédész a Trója nevét adó Trósz király gyermeke a görög mitológiában.
Egyszer Ganümédész az Ida hegyen legeltette nyáját, amikor Zeusz megpillantotta a szépséges ifjút, és egyből beleszeretett. Sas képében leszállt hozzá, és felvitte magával az Olümposzra. A fiú az istenek pohárnoka lett, és így megkapta a főistentől a halhatatlanságot is.
Trósz király csak évekkel később tudta meg, hogy fia hova tűnt, és olyan keserves siránkozásba kezdett, hogy Zeusz fiáért kárpótlásul leküldte Hermészt, hogy adja Trósznak a világ legjobb és leggyorsabb lovait, amelyek olyan gyorsak voltak, hogy át tudtak futni a vízen. Hermész egy aranytőkét is ajándékozott a trójai királynak. A lovakat Héraklész nyerte el Trósz királytól, amikor megszabadította a várost a Poszeidón által küldött tengeri szörnytől. Így Ganümédész az Olümposzon maradt Zeusszal, akinek szeretője maradt. Ezt hamarosan sértésnek vette Héra, így a főisten, hogy megóvja szerelmét felesége haragjától a csillagok közé emelte.
Egy másik görög mitológiai történet szerint a Vízöntő Deukaliónnal, Prométheusz és Klümené fiával azonos. Ő egy kilencnapos vízözön idején hajózott az óceánon és végül a Parnasszoszon kötött ki. Ott lett az új emberi nemzedék ősatyja. A Nap akkor haladt keresztül ezen a csillagképen, amikor a Földközi-tenger keleti részén és Közel-Keleten az esős évszak volt az uralkodó.
Babilonban, a Kr. e. 2. évezredben túlcsorduló edénynek látták a kancsót, magát a Vízöntőt pedig a (január-februárnak megfelelő) 11. hónapjukkal hozták összefüggésbe, amelyet „égszakadás”nak neveztek.
Az egyiptomiak Hápi Nílus-isten alakját vetítették a csillagképbe, aki az élet vízét osztotta szét a Földön és az égen; a kancsó ezenkívül a jó szerencse forrását is szimbolizálta. Ez az összefüggés megfelel a kancsó és a Vízöntő feje körüli csillagokhoz fűződő szerencseképzeteknek.

## Láthatósága, megkeresése
A Vízöntő zömmel az égi egyenlítő alatt helyezkedik el, és csak északi 3 fokos sávja van az északi félgömbön. Magyarországról a megfelelő időszakban teljes terjedelmében látható a Pegasus csillagkép alatt.
A Nap látszólagos égi útja során február 16-tól március 12-ig van a Vízöntő területén. A csillagkép északi része május közepén, hajnali két órakor már jól látható a keleti-délkeleti horizont felett. A csillagkép teljes területe még június közepén is csak a navigációs szürkület idején kerül a látóhatár fölé, és júliustól látható teljes éjszakai sötétségben. Szeptemberben este 8-kor kel, novemberben este 7-kor delel 20-45°-os magasságban, és egész éjszaka látható. Január közepéig teljes területe megfigyelhető a délnyugati égbolton.
A Vízöntő csillagkép legfényesebb csillagai is éppen hogy meghaladják a 3m-t, így felismerése nem könnyű. A Pegasus nagy négyszögétől délkeleti irányban 25°-nyira elhelyezkedő, öt csillagból (η-ζ-γ-α-π) álló jellegzetes alakzat segítségével azonosítható.
A Vízöntő csillagkép 2011. február 21-én hármas bolygótalálkozónak adott otthont. A Merkúr, a Mars és a Neptunusz 2 fokos távolságon belül voltak egymáshoz. Ennek azonban távcsöves megfigyelése sem volt lehetséges, mivel a Nap is kevesebb mint 4 fokra volt tőlük. A Mars 2011. március 25-ig maradt a csillagképben, de szabad szemes megfigyelése a Nap közelsége miatt nem volt lehetséges. A Vénusz 2011. március 25-én lépett a Bak csillagképbe: egy órával kelt a Nap előtt, és feltűnő, fényes égitest volt a hajnali égen. Április 17-ig volt a csillagképben, fényessége, Naphoz viszonyított helyzete nem változott számottevően. A Neptunusz 2011. január 21-e óta tartózkodott a csillagképben, de távcsöves megkeresése csak április után volt lehetséges a hajnali délkeleti égen, amikor a Nap már eltávolodott tőle. Lassú mozgása következtében csak 2023 decemberében hagyja el a Bak csillagképet.

## Látnivalók

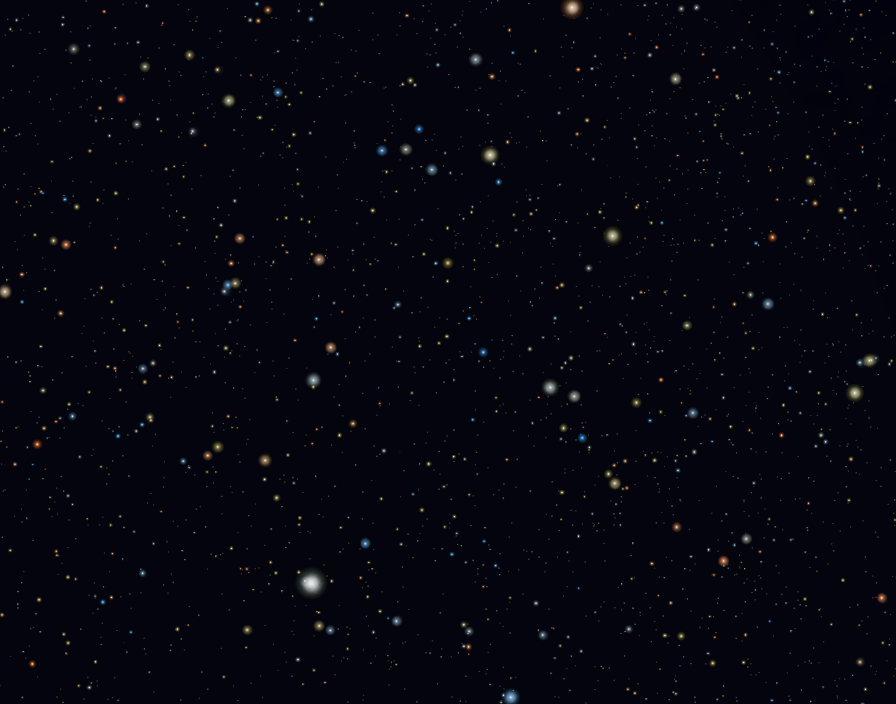
Vízöntő csillagkép

### Csillagok
- α Aquarii, arab néven Sadalmelik "a király szerencsecsillaga", 3,0 magnitúdós, G1 színképtípusú sárga színű
- β Aquarii, arabul Sadalsud "a legszerencsésebb a szerencsések között", 2,9 magnitúdójú, távolsága 1000 fényév, sárga színű
- γ Aquarii, Sadachbia "a sátorok szerencsés csillaga", 3,8 magnitúdós csillag 95 fényévnyire. Színképe A0 típusú
- δ Aquarii, Scheat 2,2 magnitúdós, A2 színképű. Távolsága 85 fényév
- ε Aquarii, Albali távolsága 175 fényév
- ζ Aquarii: fehér színű, szoros kettőscsillag, két negyedrendű komponens alkotja. Az észleléséhez legalább 75 mm átmérőjű távcső szükséges. Pozíciójának érdekessége, hogy 2004. január 1-jén hajszál pontosan az égi egyenlítőn helyezkedett el, ami a precesszió következtében változik.

### Mélyégobjektumok
- M2 (NGC 7089): Egy 6,5m-s gömbhalmaz, mely a csillagkép északi részén helyezkedik el, majdnem az ekvatoriális egyenlítőn. Osztályozás szerint II típusú, melyre így erős központi sűrűsödés jellemző, látszó mérete 13'.
- M72 (NGC 6981): IX osztályú 9,3m-s gömbhalmaz a csillagkép déli részén, a Bak csillagkép határa mentén. Látszó átmérője 16'.
- M73 (NGC 6994): Egy kis csillagalakzat (aszterizmus), az M72 gömbhalmaztól keleti irányban, nagyjából attól másfél fokra. 4 db 11-12m-s csillag alkotja ezt a kis csoportot.
- NGC 7009: Egy planetáris köd a fentebb említett két objektumtól északkeleti irányban, tőlük két foknyira. 7,8m-s fényességével az egyik legjobban megfigyelhető objektum típusának képviselői közül. Köznapi elnevezése "Szaturnusz-köd", mivel formája és mérete (44"×23") a Szaturnuszéhoz hasonló. Központi szülőcsillaga 12,7m-s.
- Csiga-köd vagy Hélix-köd (NGC 7293): A Napunkhoz legközelebb eső planetáris köd. A csillagkép egyik legismertebb és legszebb objektuma, bár vizuális megfigyelése igen nehéz. Integrált fényessége viszonylag magas 7,4m, ám nagy mérete 920"×720", emiatt a fényereje nagy felületen oszlik el.
- NGC 7492: 11,4m-s, XII osztályú gömbhalmaz, mérete 6,2'.
- Ced 211: Egy igen apró 11,4m-s, fénylő köd az R Aquarii jelű változócsillag körül.
- Moland 2: Nyílthalmaz az EM Aquarii jelű változócsillag mellett. Mérete 4'×2', és 11-12 magnitúdós csillagok alkotják.
- PGC 65367 (Aquarius Dwarf): Irreguláris törpegalaxis a csillagkép délnyugati szegletében. A Tejút felé sodródó objektum, melyet szinte csak fotografikusan észlelhetünk. Fényessége alacsonyabb mint 14,0m.
- Pothier 15: Kicsi, szegényes csillagcsoport az M72 és M73 jelű objektumok közelében. Mérete 6'×3', 12-13 magnitúdós csillagokból áll.
- NGC 7134: Igen halvány, ám nagyon látványos kis csillagcsoport, épp az ekliptika mentén. 11-12m-s, csillagok alkotnak látványos formációt.

A csillagkép területén további halvány galaxisok és galaxishalmazok találhatók.